# Olszenica
Olszenica (także Olsznica, Olszynica, niem. Bielitzhof) – część wsi Turza Śląska w województwie śląskim, w powiecie wodzisławskim, gminie Gorzyce.
Leży wzdłuż ulicy Wodzisławskiej w południowej, luźno zabudowanej, części Turzy Śląskiej, bardzo blisko wsi Podbucze. Od Turzy właściwej odcina ją Autostrada A1, co zdiagnozowano jako brak wewnętrznego układu komunikacyjnego oraz infrastruktury w strefie „Olszynica” na kanwie potencjału rozwojowego obszaru funkcjonalnego. Jednak dawne zabudowania folwarczne znajdują się po północnej stronie autostrady.

## Historia
Olszynica to dawna wieś pofolwarczna, która stanowiła na przełomie XIX i XX wieku stanowiła odrębną gminę jednostkową w powiecie rybnickim. 1 grudnia 1945 już jako część Turzy Śląskiej włączona do zbiorowej gminy Wodzisław Śląski. Po wojnie znajdował się tu PGR.
W latach 1975–1998 miejscowość położona była w województwie katowickim.